# Ernest Knippel

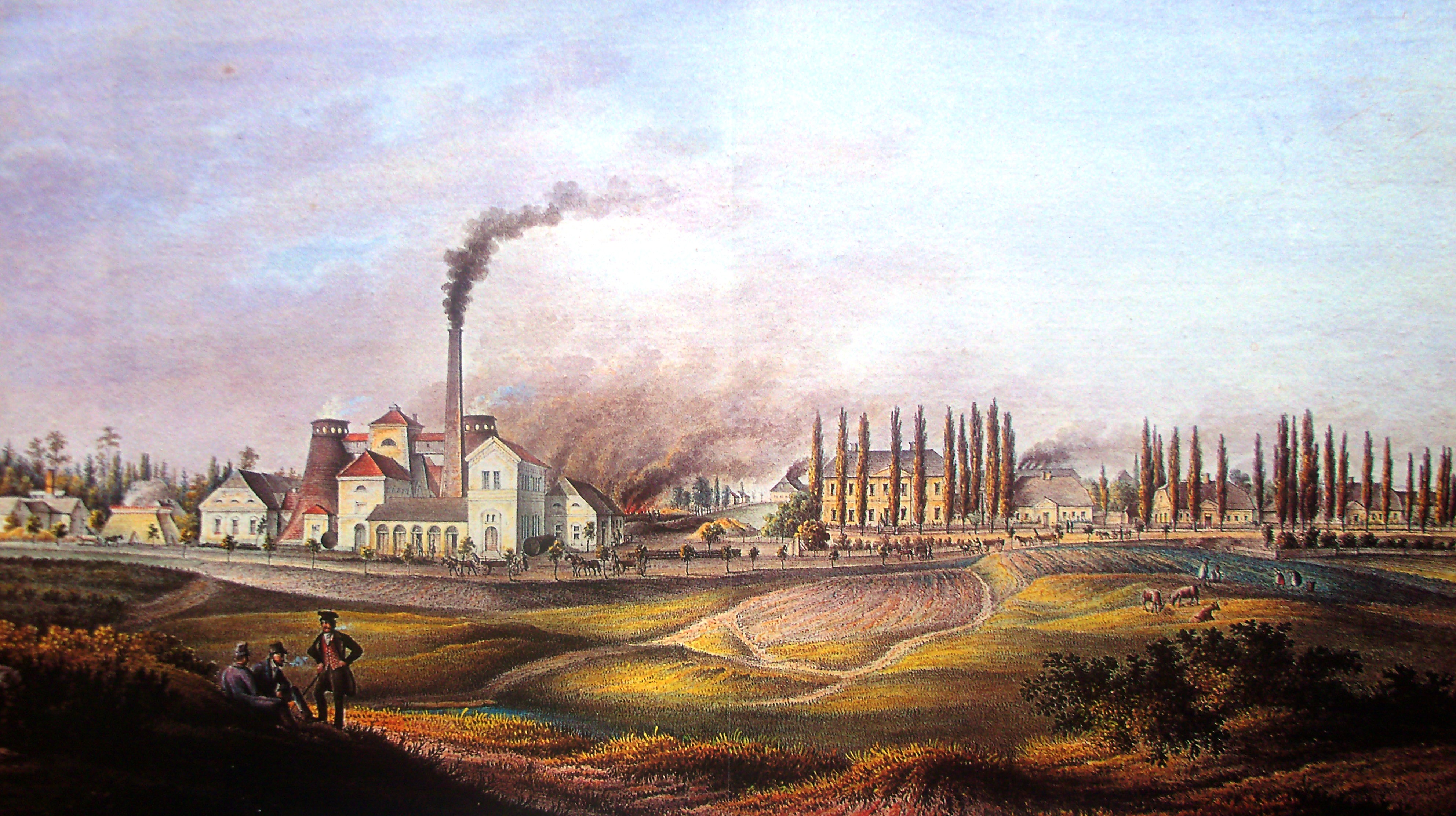
Litografia E. Knippla, przedstawiająca hutę Hohenlohe (obecnie dzielnica Katowic − Wełnowiec)

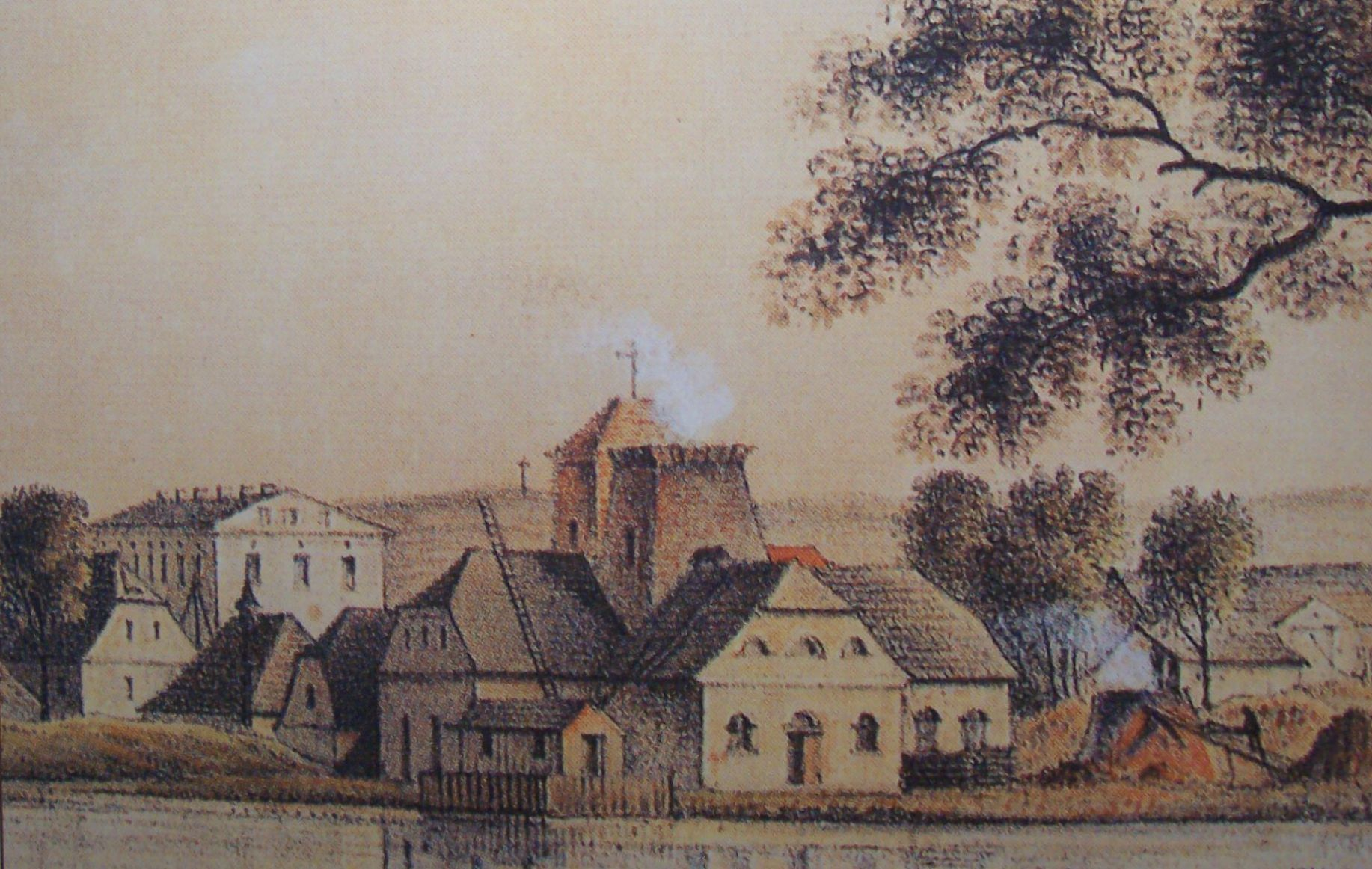
Litografia E. Knippla, przedstawiająca Kuźnicę Bogucką − dzisiejsze śródmieście Katowic

Ernst Wilhelm Knippel (ur. 24 kwietnia 1811 w Ścięgnach, zm. 26 kwietnia 1900 w Kowarach) – niemiecki grafik, rysownik, rytownik, tworzący litografie, przedstawiające górnośląskie pejzaże przemysłowe.
Był synem piekarza, miał brata Carla Gottfrieda. W 1827 roku przeprowadził się do Kowar. Do 1832 roku kształcił się u rysownika i miedziorytnika Friedricha Augusta Tittla. W 1839 roku ożenił się z bogatą Augustą Heidrich z domu Tschirnhaus. Od 1840 roku był właścicielem wydawnictwa, wcześniej należącego do Tittla. Jego wspólnikiem został Carl Julius Rieden. Przedsiębiorstwo Rieden & Knippel rozpoczęło wykonywanie prac w litografii, a nie tak jak wcześniej − w akwaforcie. Knippel na zlecenie przemysłowców z Górnego Śląska wykonywał przedstawienia litograficzne hut, fabryk i panoram miejscowości przemysłowych, w wyniku czego powstał cykl około 80 litografii. Od 1858 roku Knippel prowadził wydawnictwo samodzielnie (po śmierci Riedena). W latach siedemdziesiątych i osiemdziesiątych XIX wieku jego przedsiębiorstwo zaczęło wydawać kartki pocztowe.
Ernst Knippel zmarł w wieku osiemdziesięciu dziewięciu lat w Kowarach, których został jeszcze za życia honorowym obywatelem. Dzięki niemu powstały pierwsze panoramy centrum dzisiejszych Katowic − wtedy niewielkiej wsi.